# Pseudoderivat
Les paraules pseudoderivades són aquelles paraules cultes que no s'escriuen com la resta de paraules de la mateixa família, ja que provenen directament del llatí i no de paraules catalanes.
Per exemple: de la paraula catalana boca fem els derivats catalans boqueta o bocassa; en canvi, el mot bucal, que semblaria un derivat de boca, prové directament del llatí BUCCA, i és per això que s'escriu amb una u i no amb una o com la resta de mots de la mateixa família.
Altres exemples: 
jove, jovent, joventut, però juvenil.